# Secret Number
Secret Number (кор. 시크릿넘버, стилізується як SECRET NUMBER) — південнокорейський жіночий гурт, сформований Vine Entertainment. Гурт дебютував 19 травня 2020 року з сингл-альбомом Who Dis?. До початкового складу Secret Number входило п'ять осіб: Леа, Діта, Джінні, Судам і Деніз. Шоста і сьома учасниця, Чу і Мінджі, приєдналися до гурту в жовтні 2021 року. Деніз покинула гурт 5 лютого 2022 року.

## Назва
Відповідно до пояснень учасниць гурту, їхня назва означає, що «у кожного є секретний номер [для пароля або PIN-коду], яким зазвичай є день народження, річниця або якийсь інший особливий номер. Ми хочемо надати таке особливе значення публічно. Наш логотип розроблений як скринька для пароля з п'ятьма зірками, які представляють нас п'ятьох».

## Кар'єра

### 2011—2020: додебютна діяльність
Раніше Леа була учасницею південнокорейської жіночої групи Skarf з 2011 по 2014 рік під псевдонімом Хана. Пізніше вона брала участь у Mix Nine під своїм іменем Мізукі Огава у 2017 році, де посіла 109 місце.
Раніше Джінні була стажером у YG Entertainment з 2013 по 2017 рік. Пізніше вона брала участь у Produce 48, де посіла 69 місце.
12 березня 2020 року Vine Entertainment оголосила, що спочатку дебют гурту був запланований на 26 березня 2020 року, однак через пандемію COVID-19 його було відкладено.

### 2020—2021: дебют ізWho Dis?,Got That Boom,Fire Saturdayта нові учасниці

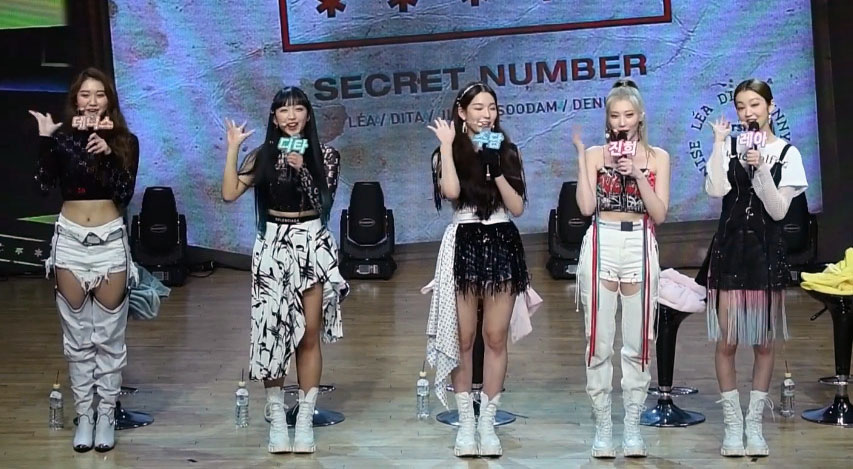
Secret Number у Who Dis? дебютний показ 19 травня 2020 року.

29 квітня 2020 року учасниці були оприлюднені у танцювальному кавер-відео, опублікованому на YouTube разом із назвою групи Secret Number. 6 травня 2020 року Vine Entertainment оголосили, що Secret Number випустить свій дебютний сингл-альбом Who Dis? 19 травня. Учасниці гурту були офіційно представлені окремо з 11 по 14 травня (по порядку: Джінні, Леа, Судам, Діта та Деніз). Дебютний сингл-альбом, що складається з двох треків, головного синглу «Who Dis?» і «Holiday», вийшов 19 травня. Гурт дебютував на сцені на етері шоу KBS2 Music Bank 22 травня, де вони виконали свій головний сингл «Who Dis?». 23 травня було оголошено, що кліп «Who Dis?» має понад 5 мільйонів переглядів на Youtube.
22 жовтня 2020 року Vine Entertainment оголосили, що Secret Number випустить свій другий сингл-альбом Got That Boom 4 листопада. Сингл-альбом, що складається з двох треків, головного синглу «Got That Boom» і «Privacy», був випущений 4 листопада.
Комерційний успіх Secret Number за перші п'ять місяців приніс їм кілька нагород для новачків на головних корейських музичних шоу в кінці року, включаючи Asia Artist Awards, APAN Music Awards, Asian Pop Music Awards, і Ten Asia Global Top Ten Awards. Крім того, Billboard Korea назвав їх одним з K-pop гурт-початківців 2020 року.
30 вересня 2021 року Vine Entertainment оголосили через свій обліковий запис Instagram, що Деніз не братиме участі в майбутній промоції третього альбому гурту через питання переговорів щодо контракту.
8 жовтня 2021 року Vine Entertainment оголосили, що Secret Number випустить свій третій сингл-альбом Fire Saturday 27 жовтня. 16 жовтня Чу була представлена як нова учасниця Secret Number. Через день Мінджі була представлена як друга нова учасниця.

### 2022–тепер: Деніз покидає гурт іDoomchita
5 лютого 2022 року Деніз оголосила про вихід з гурту та Vine Entertainment у своєму акаунті в Instagram.
12 травня 2022 року Vine Entertainment оголосили, що Secret Number випустять свій четвертий сингл-альбом Doomchita 8 червня. 8 червня також вийшов музичній кліп на головний сингл з альбому - «Doomchita», який гурт заборонив до перегляду з території Росії та Білорусі.
9 листопада 2022 Vine Entertainment оголосили, що Secret Number випустить свій п'ятий сингл-альбом Tap 16 листопада.

## Рекламні контракти
5 жовтня 2020 року офіційний акаунт Nacific Indonesia в Instagram представив Діту як нову бренд-амбасадорку світового косметичного бренду Nacific Indonesia.

## Учасниці
| Сценічний псевдонім | Сценічний псевдонім | Сценічний псевдонім | Справжнє ім'я                     | Справжнє ім'я                      | Справжнє ім'я     | Дата народження             | Позиція у гурті                           | Місце народження              |
| Українською         | Латиницею           | Хангилем            | Українською                       | Латиницею                          | Хангилем / кандзі | Дата народження             | Позиція у гурті                           | Місце народження              |
| ------------------- | ------------------- | ------------------- | --------------------------------- | ---------------------------------- | ----------------- | --------------------------- | ----------------------------------------- | ----------------------------- |
| Леа                 | Léa                 | 레아                | Огава Мізукі                      | Ogawa Mizuki                       | 小川 美月         | 12 серпня 1995 (29 років)   | Лідерка, вокалістка                       | Токіо, Японія                 |
| Діта                | Dita                | 디타                | Анак Агунг Аю Пушпа Адитья Каранг | Anak Agung Ayu Puspa Aditya Karang | —                 | 25 грудня 1996 (28 років)   | Головна танцюристка, саб-вокалістка       | Джок'якарта, Індонезія        |
| Джінні              | Jinny               | 진희                | Джінні Пак                        | Jinny Park                         | 지니박            | 20 січня 1998 (27 років)    | Головна реперка, вокалістка               | Лос-Анджелес, Каліфорнія, США |
| Мінджі              | Minji               | 민지                | Пак Мінджі                        | Park Minji                         | 박민지            | 31 березня 1999 (25 років)  | Головна вокалістка                        | Йон'ін, Південна Корея        |
| Судам               | Soodam              | 수담                | Лі Судам                          | Lee Soodam                         | 이수담            | 9 листопада 1999 (25 років) | Ведуча танцюристка, саб-вокалістка        | Південна Корея                |
| Чу                  | Zuu                 | 주                  | Чі Йончу                          | Ji Yeongju                         | 지영주            | 24 березня 2000 (25 років)  | Ведуча танцюристка, саб-вокалістка, макне | Південна Корея                |
| Колишня учасниця    |                     |                     |                                   |                                    |                   |                             |                                           |                               |
| Деніз               | Denise              | 데니스              | Деніз Кім                         | Denise Kim                         | 데니스김          | 11 січня 2001 (24 роки)     | Головна вокалістка, макне                 | Х'юстон, Техас, США           |

## Дискографія

### Мініальбоми
| Назва           | Деталі                                                                                 |
| --------------- | -------------------------------------------------------------------------------------- |
| Like It Like It | - Реліз: 5 квітня 2023 - Лейбл: SPC Music - Формат: CD, цифрове завантаження, стриминг |

### Сингл-альбоми
| Назва         | Деталі | Пікові позиції у чартах | Продажі                  |
| Назва         | Деталі | KOR                     | Продажі                  |
| ------------- | --- | ----------------------- | ------------------------ |
| Who Dis?      | - Реліз: 19 травня 2020 - Лейбл: Шаблон:Proper name - Формат: CD, цифрове завантаження, стриминг Трек-лист 1. «Who Dis?» 2. «Holiday»                            | 19                      | - Південна Корея: 6,178  |
| Got That Boom | - Реліз: 4 листопада 2020 - Лейбл: Шаблон:Proper name - Формат: CD, цифрове завантаження, стриминг Трек-лист 1. «Got That Boom» 2. «Privacy»                     | 20                      | - Південна Корея: 6,979  |
| Fire Saturday | - Реліз: 27 жовтня 2021 - Лейбл: Шаблон:Proper name - Формат: CD, цифрове завантаження, стриминг Трек-лист 1. «Fire Saturday» (кор. 불토) 2. «Dangerous in Love» | 23                      | - Південна Корея: 5,999  |
| Doomchita     | - Реліз: 8 червня 2022 - Лейбл: Шаблон:Proper name - Формат: CD, цифрове завантаження, стриминг Трек-лист 1. «Doomchita» (кор. 둠치타) 2. «Hola»                 | 21                      | - Південна Корея: 12,386 |
| Tap           | - Реліз: 16 листопада 2022 - Лейбл: Шаблон:Proper name - Формат: CD, цифрове завантаження, стриминг Трек-лист 1. «Tap» 2. «Slam»                                 | 57                      | - Південна Корея: 3,880  |
| Doxa          | - Реліз: 24 травня 2023 - Лейбл: Шаблон:Proper name - Формат: CD, цифрове завантаження, стриминг Трек-лист 1. «Doxa (독사)» 2. «Beautiful One»                   | 32                      | - Південна Корея: 3,417  |

### Сингли
| Назва                       | Рік       | Пікові позиції у чартах | Альбом          |
| Назва                       | Рік       | KOR Down.               | Альбом          |
| Корейські                   | Корейські | Корейські               | Корейські       |
| --------------------------- | --------- | ----------------------- | --------------- |
| «Who Dis?»                  | 2020      | 123                     | Who Dis?        |
| «Got That Boom»             | 2020      | 81                      | Got That Boom   |
| «Fire Saturday» (кор. 불토) | 2021      | 73                      | Fire Saturday   |
| «Doomchita» (кор. 둠치타)   | 2022      | 76                      | Doomchita       |
| «Tap»                       | 2022      | 50                      | Tap             |
| «Doxa» (кор. 독사)          | 2023      | 45                      | Doxa            |
| Японські                    |           |                         |                 |
| «Like It Like It»           | 2023      | 122                     | Like It Like It |

### Саундтреки
| Назва                                                            | Рік  | Пікові позиції у чартах | Пікові позиції у чартах | Альбом                           |
| Назва                                                            | Рік  | KOR Down.               | KOR BGM                 | Альбом                           |
| ---------------------------------------------------------------- | ---- | ----------------------- | ----------------------- | -------------------------------- |
| «Love, Maybe» (кор. 사랑인가 봐) (Sung by Dita, Zuu, and Soodam) | 2022 | 84                      | 17                      | Business Proposal OST Part 5     |
| «Fall In Love» (Sung by Minji, Zuu, and Soodam)                  | 2023 | —                       | —                       | Love Alarm CLAP! CLAP! CLAP! OST |

### Інші пісні у чартах
| Назва               | Рік  | Пікові позиції у чартах | Album         |
| Назва               | Рік  | KOR Down.               | Album         |
| ------------------- | ---- | ----------------------- | ------------- |
| «Holiday»           | 2020 | 189                     | Who Dis?      |
| «Dangerous in Love» | 2021 | 188                     | Fire Saturday |
| «Hola»              | 2022 | 75                      | Doomchita     |
| «Slam»              | 2022 | 69                      | Tap           |
| «Beautiful One»     | 2023 | 46                      | Doxa          |

## Відеографія

### Музичні кліпи
| Назва           | Рік  | Режисер(и)            | Прим.  |
| --------------- | ---- | --------------------- | ------ |
| «Who Dis?»      | 2020 | Hong Wonki (Zanybros) | [ 45 ] |
| «Got That Boom» | 2020 | Hong Wonki (Zanybros) | [ 46 ] |
| «Fire Saturday» | 2021 | —                     |        |
| «Doomchita»     | 2022 | —                     |        |

## Концерти та гастролі

### Участь у концертах
- Asia Song Festival Gyeongju (2020)[47]
- KCON Saudi Arabia (2022)[48][49]

## Нагороди та номінації
| Нагорода                             | Рік  | Категорія                                    | Номінант / Робота                            | Результат    | Прим.      |
| ------------------------------------ | ---- | -------------------------------------------- | -------------------------------------------- | ------------ | ---------- |
| Asia Artist Awards                   | 2020 | Best New Female Artist                       | Secret Number                                | Перемога     | [ 50 ]     |
| Asia Artist Awards                   | 2020 | Female Singer Popularity Award               | Secret Number                                | Номінація    | [ 51 ]     |
| Asia Artist Awards                   | 2021 | Top 3 Female Idol Group Popularity Award     | Secret Number                                | Перемога     | [ 52 ]     |
| Asia Artist Awards                   | 2021 | U+ Idol Live Popularity Award (Female Group) | Secret Number                                | Номінація    | [ 53 ]     |
| APAN Music Awards                    | 2020 | Best Female Group                            | Secret Number                                | Номінація    | [ 54 ]     |
| Asian Pop Music Awards               | 2020 | Best New Artist (Overseas)                   | «Who Dis?»                                   | Номінація    | [ 56 ]     |
| Asian Pop Music Awards               | 2020 | Outstanding Newcomer                         | Secret Number                                | Перемога     | [ 56 ]     |
| Brand of the Year Awards             | 2020 | Best Rookie Female Idol Award                | Secret Number                                | Номінація    | [ 58 ]     |
| Forbes Korea K-Pop Awards            | 2021 | Female Popularity Award                      | Secret Number                                | Номінація    | [ 59 ]     |
| Gaon Chart Music Awards              | 2021 | New Artist of the Year — Album               | Secret Number                                | Номінація    | [ 60 ]     |
| Indonesian Hallyu Fans Choice Awards | 2021 | Girl Group Song of the Year                  | «Fire Saturday»                              | Перемога     | [ 61 ]     |
| K-Global Heart Dream Awards          | 2022 | Popularity Award (Girlgroup)                 | Secret Number                                | Номінація    | [ 62 ]     |
| Korea First Brand Awards             | 2021 | Rookie Female Idol Award                     | Secret Number                                | Номінація    | [ 64 ]     |
| Mnet Asian Music Awards              | 2020 | Best New Female Artist                       | Secret Number                                | Номінація    | [ 65 ]     |
| Mnet Asian Music Awards              | 2020 | Artist of the Year                           | Secret Number                                | Номінація    | [ 65 ]     |
| Mnet Asian Music Awards              | 2020 | Worldwide Icon of the Year                   | Secret Number                                | Номінація    | [ 65 ]     |
| Seoul Music Awards                   | 2021 | Rookie of the Year                           | Secret Number                                | Номінація    | [ 66 ]     |
| Seoul Music Awards                   | 2021 | K-wave Popularity Award                      | Secret Number                                | Номінація    | [ 66 ]     |
| Seoul Music Awards                   | 2021 | Popularity Award                             | Secret Number                                | Номінація    | [ 66 ]     |
| Seoul Music Awards                   | 2021 | Fan PD Artist Award                          | Secret Number                                | Номінація    | [ 66 ]     |
| Seoul Music Awards                   | 2021 | WhosFandom Award                             | Secret Number                                | Номінація    | [ 66 ]     |
| Ten Asia Global Top Ten Awards       | 2020 | Best Artist — Indonesia                      | Secret Number                                | Перемога     | [ 68 ]     |
| Ten Asia Global Top Ten Awards       | 2020 | Best Artist — Indonesia                      | Secret Number                                | Перемога     | [ 69 ]     |
| Ten Asia Global Top Ten Awards       | 2020 | Best Artist — United Kingdom                 | Secret Number                                | Перемога     | [ 69 ]     |
| Ten Asia Global Top Ten Awards       | 2021 | Best Artist — China                          | Secret Number                                | Перемога     | [ 70 ]     |
| Ten Asia Global Top Ten Awards       | 2021 | Best Artist — China                          | Secret Number                                | Перемога     | [ 71 ]     |
| Ten Asia Global Top Ten Awards       | 2021 | Best Artist — Japan                          | Secret Number                                | Перемога     | [ 72 ]     |
| Ten Asia Global Top Ten Awards       | 2022 | Best Artist of K — Drama OST — Indonesia     | «Love, Maybe (Business Proposal OST Part 5)» | Перемога     | [ 73 ]     |
| Ten Asia Global Top Ten Awards       | 2022 | Best Artist of K — Drama OST — China         | «Love, Maybe (Business Proposal OST Part 5)» | Перемога     | [ 73 ]     |
| The Fact Music Awards                | 2020 | Fan N Star Choice Award (Artist)             | Secret Number                                | Номінація    | [ 74 ]     |
| The Fact Music Awards                | 2020 | TMA Popularity Award                         | Secret Number                                | Номінація    | [ 75 ]     |
| The Fact Music Awards                | 2021 | TMA Artist Cheering Award                    | Secret Number                                | Перемога     | [джерело?] |
| The Fact Music Awards                | 2021 | U+ Idol Live Popularity Award                | Secret Number                                | Номінація    | [ 24 ]     |
| The Fact Music Awards                | 2022 | Fan N Star Choice Award (Artist)             | Secret Number                                | В очікуванні | [ 76 ]     |
| The Fact Music Awards                | 2022 | Four Star Awards                             | Secret Number                                | В очікуванні | [ 77 ]     |
| The Fact Music Awards                | 2022 | Idolplus Popularity Award                    | Secret Number                                | В очікуванні | [ 78 ]     |
| Tokopedia WIB Indonesia K-pop Awards | 2021 | Multi Language Group Award                   | Secret Number                                | Перемога     | [ 79 ]     |

### Інші нагороди
| Видавець        | Рік  | Список      | Місце  | Прим.  |
| --------------- | ---- | ----------- | ------ | ------ |
| Billboard Korea | 2020 | Best Rookie | Placed | [ 80 ] |

## Нотатки
1. ↑  Церемонія Asian Pop Music Awards, організована Hong Kong Asia Pacific International Group і Sunway Records, визначає переможців на основі «Азіатського чарту поп-музики», який розпочався у вересні 2019 року.[55]
2. ↑  Це масштабна нагорода брендів, яка відбирає та нагороджує найкращі бренди, які були популярні протягом року шляхом прямого голосування споживачів.[57]
3. ↑  Церемонію нагородження Korea First Brand Awards проводять Корейський комітет споживчих брендів і Корейський форум споживачів. Нагороди засновані на загальнонаціональному опитуванні, проведеному в Південній Кореї.[63]
4. ↑  Global Top Ten Awards – це онлайн-церемонія нагородження, організована Ten Asia, під час якої найкращі виконавці з 10 країн були обрані шляхом голосування в Інтернеті та на мобільних пристроях.[67]